# Retusa toyamaensis
Retusa toyamaensis is een slakkensoort uit de familie van de Retusidae. De wetenschappelijke naam van de soort is voor het eerst geldig gepubliceerd in 1955 door Habe.